# 乔家湖站
乔家湖站是徐州地铁1号线的地铁站，位于中华人民共和国江苏省徐州市云龙区和平大道与汉源大道交叉口，于2019年9月28日开通。

## 车站结构
乔家湖站沿和平大道东西设置，为地下二层岛式站台车站，车站长311米，宽19.7至24米，车站地下一层为站厅层，地下二层为站台层，站台设置全高站台门。车站西侧设有一条单渡线。建设中的4号线车站沿汉源大道南北设置，为地下三层岛式站台车站，车站长164.25米，标准段宽23.1米，车站地下一层为站厅层，地下三层为站台层，两线预计将采用L型换乘形式，换乘节点连接1号线站台东侧与4号线站台南侧。
| 地面              | 出入口       | 1a、2、3、4出入口                                                                                           |
| 地下一层          | 出入口及站厅 | 6出入口、客服中心、自动售票机、验票机                                                                       |
| 地下二层          | 站台         | \| \| \| █ 1号线往路窝（医科大学） \| \| 島式 · 開左邊车门 \| \| \| \| \| \| █ 1号线往徐州东站（金龙湖） \| |
|                   |              | █ 1号线往路窝（医科大学）                                                                                   |
| 島式 · 開左邊车门 |              | |
|                   |              | █ 1号线往徐州东站（金龙湖）                                                                                 |

## 车站出口
乔家湖站目前开放5个出入口，各出口及周围设施如下所示：
| 出口编号            | 照片 | 出口指示         | 建议前往的目的地     |
| ------------------- | ---- | ---------------- | -------------------- |
| 1 · a · 出口        |      | 和平大道（南侧） | 和平壹号             |
| 2 · 出口            |      | 汉源大道（东侧） | 宜家家居徐州商场店   |
| 3 · 出口            |      | 汉源大道（西侧） | 徐州地铁大厦         |
| 4 · 出口            |      | 和平大道（北侧） | 徐州地铁时尚生活广场 |
| 6 · 出口 · （设有） |      | 和平大道（北侧） | 徐州地铁大厦         |
| 图例： 设有         |      |                  |                      |

## 接驳交通

### 公交车
- 乔家湖：72路，72路夜
- 乔家湖地铁站：90路

## 车站历史
本站工程名为一号路站，正式站名为乔家湖站，以车站所处的乔家湖社区命名。
- 2018年7月30日，1号线车站主体结构封顶[2]。
- 2019年9月28日，车站随1号线一期通车开通[1]。